# Синяя (Баранчинский)
Синяя — гора на Среднем Урале, одна из вершин хребта Синие горы. Расположена возле посёлка Баранчинского. Высота 552 м над уровнем моря. Популярное место туризма.
Синюю гору возле Баранчинского иногда путают с горой Синей, находящейся возле посёлка Синегорского, которая также является частью хребта Синие горы.

## География

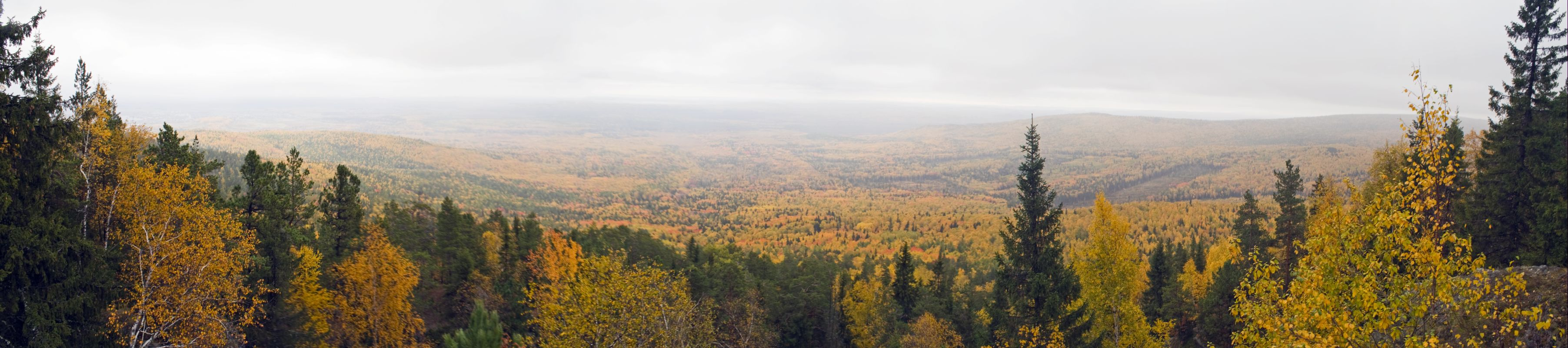
Панорама на окрестности горы с вершины горы Синяя

Гора Синяя — покрытый лесом кряж, протянувшийся по правому берегу реки Ак-Тай, на склонах имеются скальные обнажения. Гора пологая с северной стороны, а на восток вершина горы обрывается несколькими рядами каменных уступов. Эти причудливые скальные обнажения напоминают старые башни, нависающие балконы, отвесные стены, развалины зданий. На этих скалах местообитание редких растений. С горы открывается панорама примерно на 50 км: у подножия горы раскинулся посёлок Баранчинский, а на севере виднеется город Кушва.

## Геология
Гора сложена пироксенитами темного цвета, слагающими на склонах горы причудливые скалы, напоминающие Каменные палатки.

## Археология
В 1959 году краеведом П. Э. Рикертом и в 1960 году экспедицией Нижнетагильского краеведческого музея под руководством А. И. Россадовича на Синей горе были проведены раскопки жертвенного места и плавильных печей. Датируются находки ранним Железным веком и ранним Средневековьем.

## Галерея

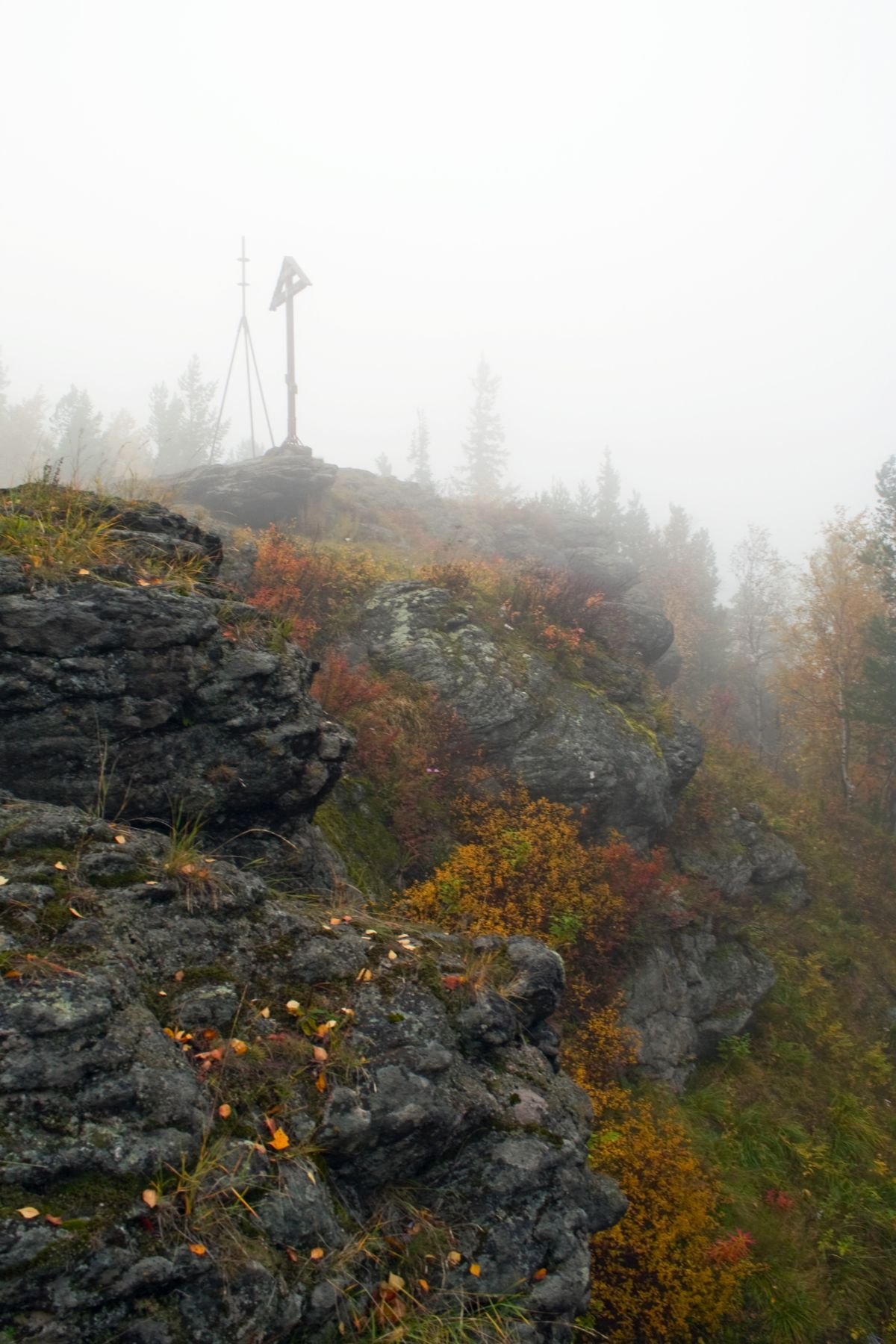
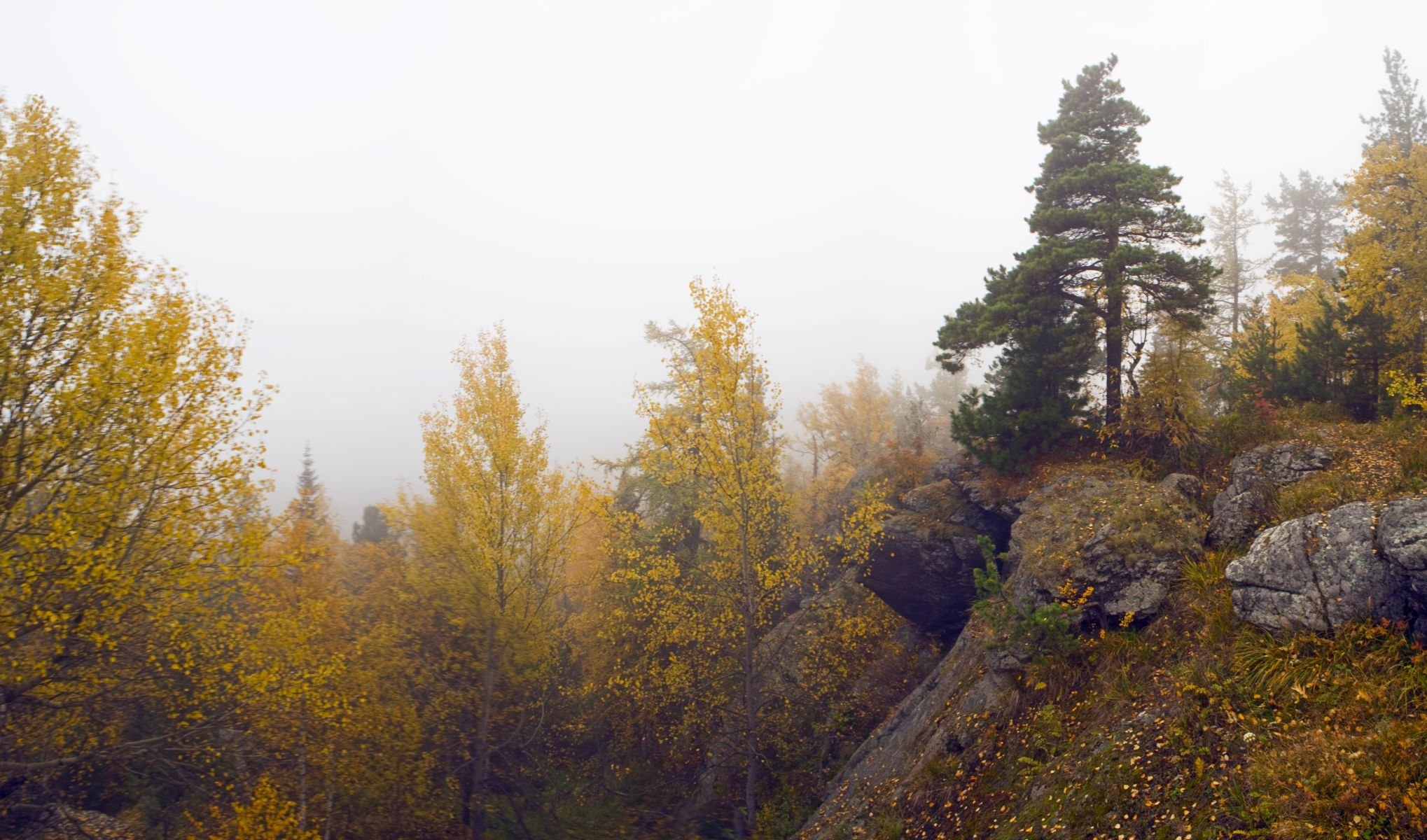
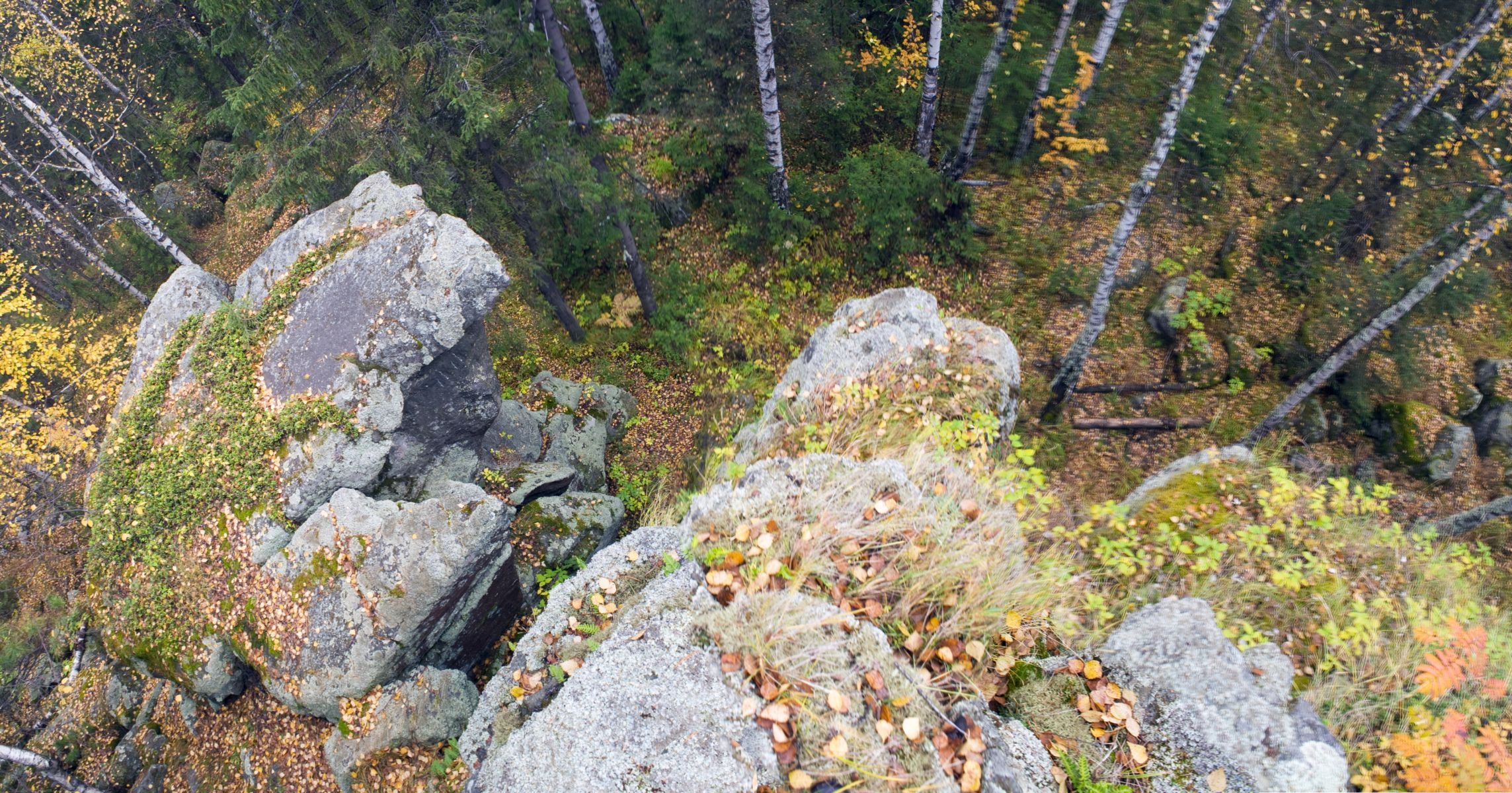
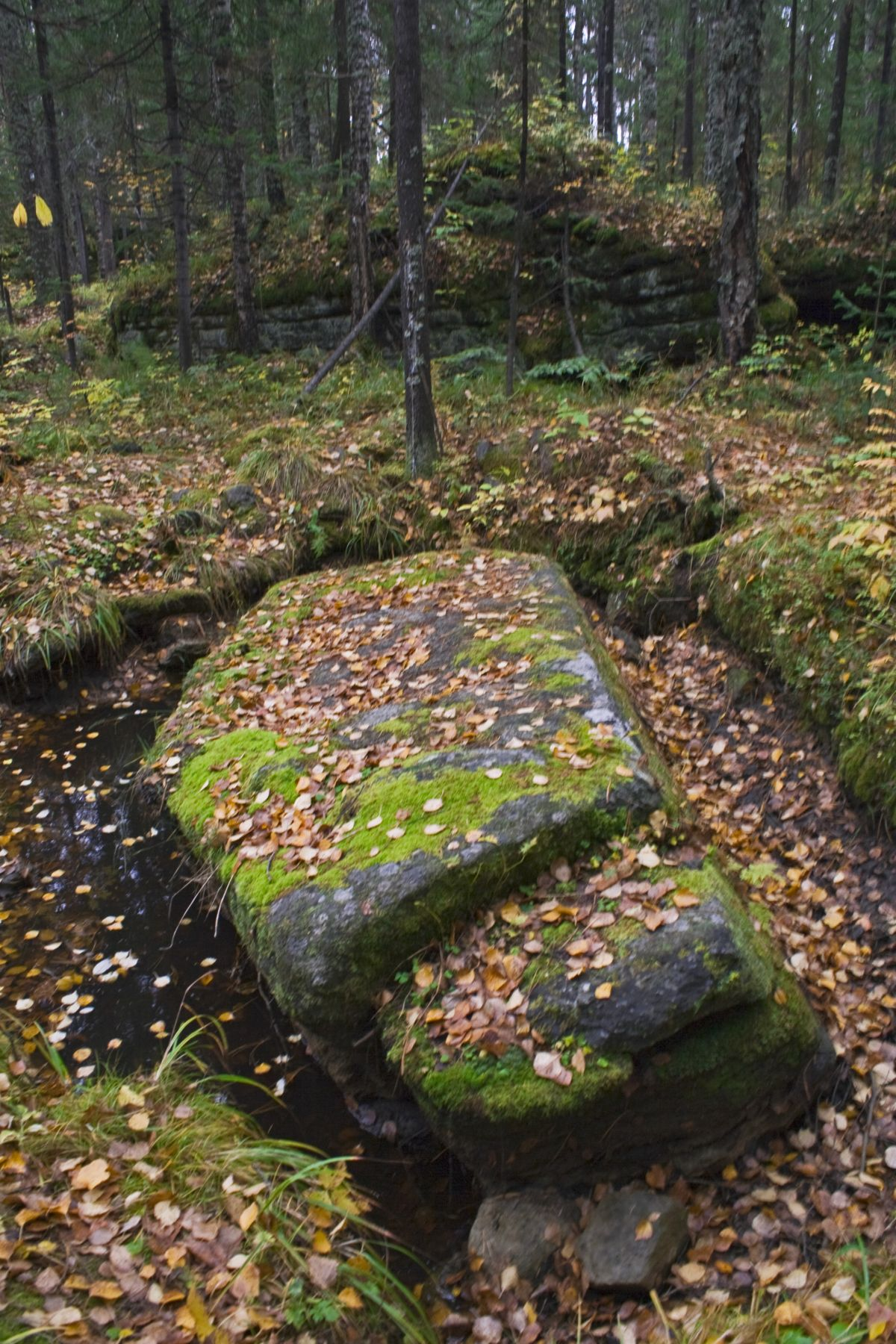
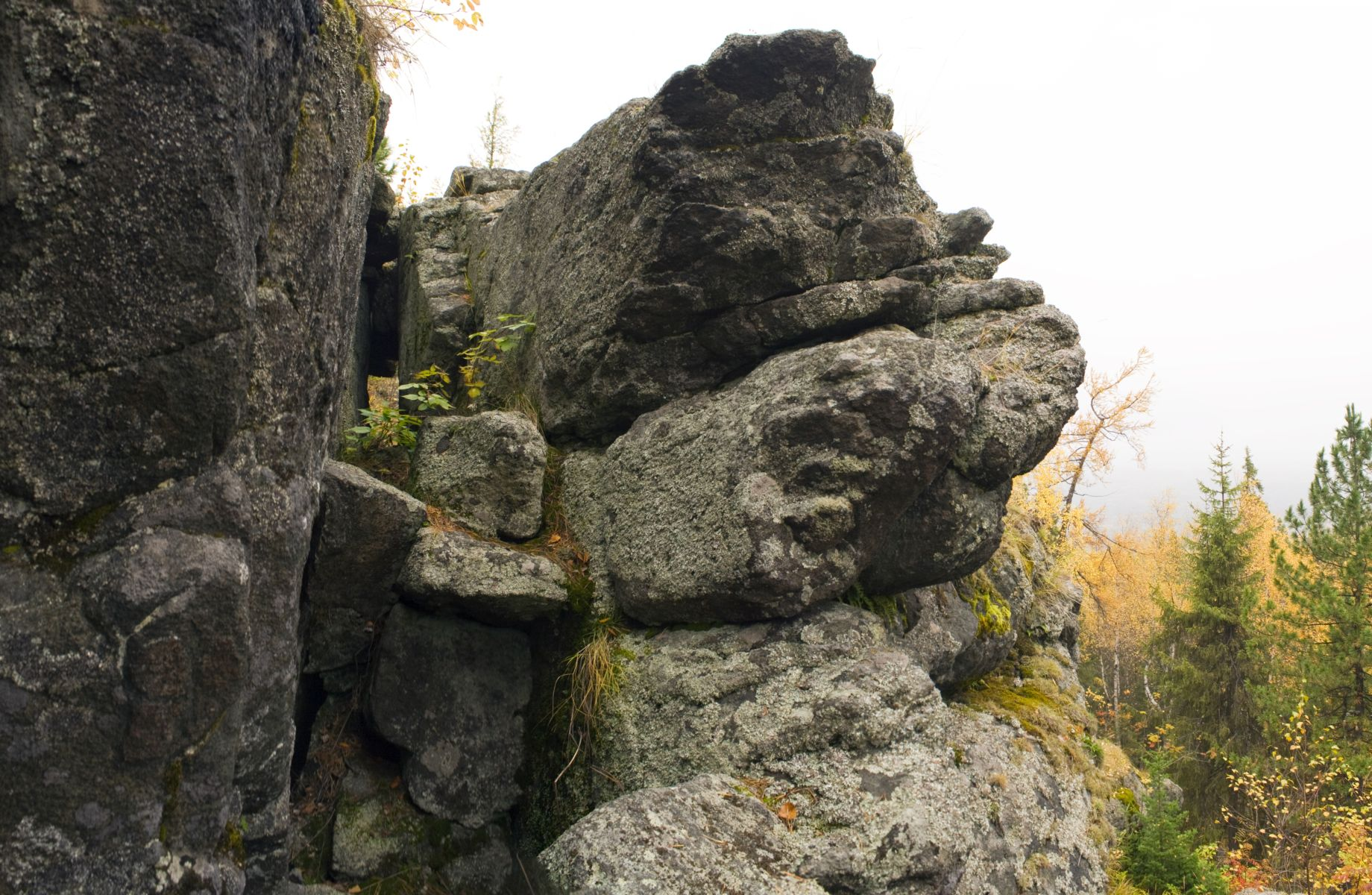
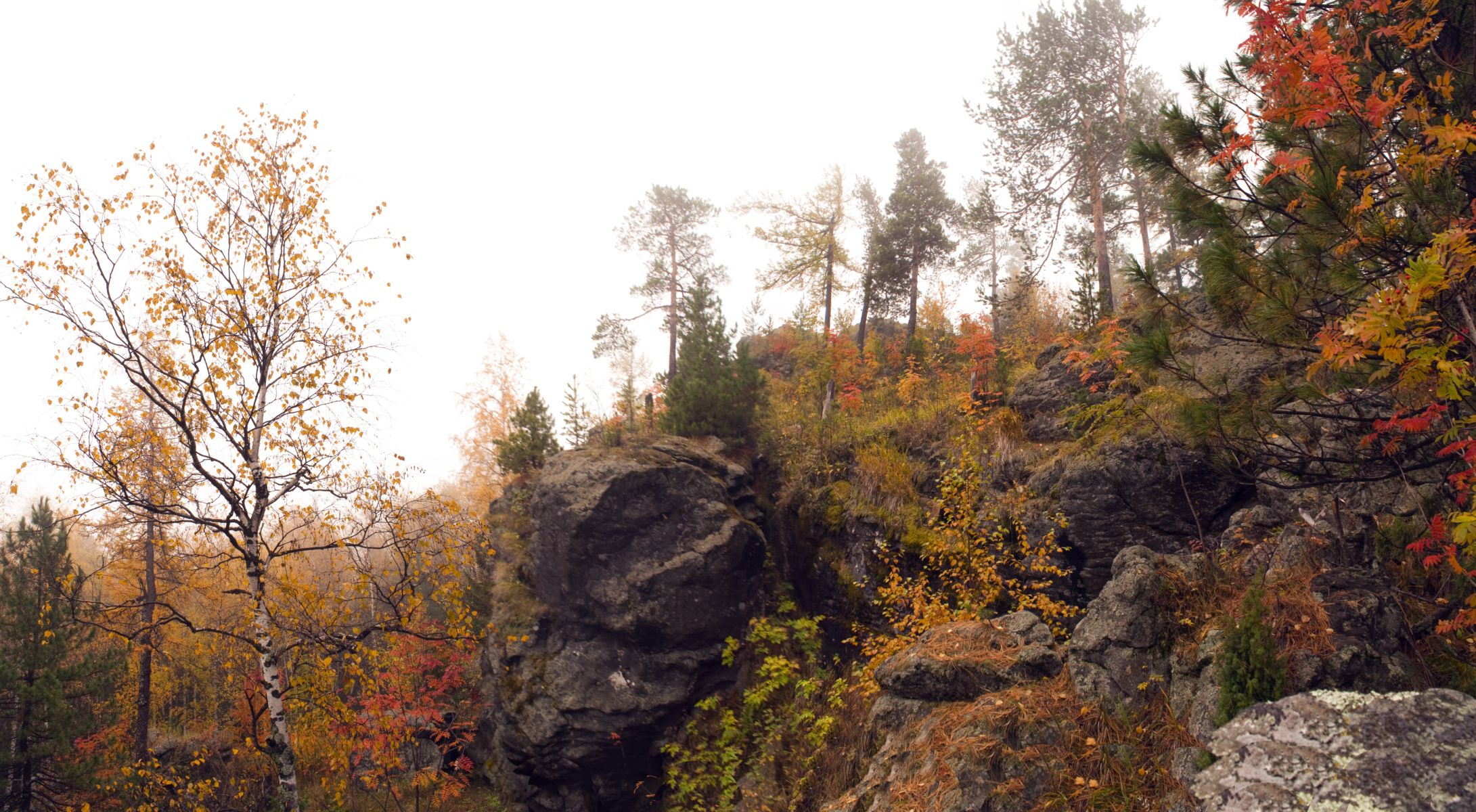
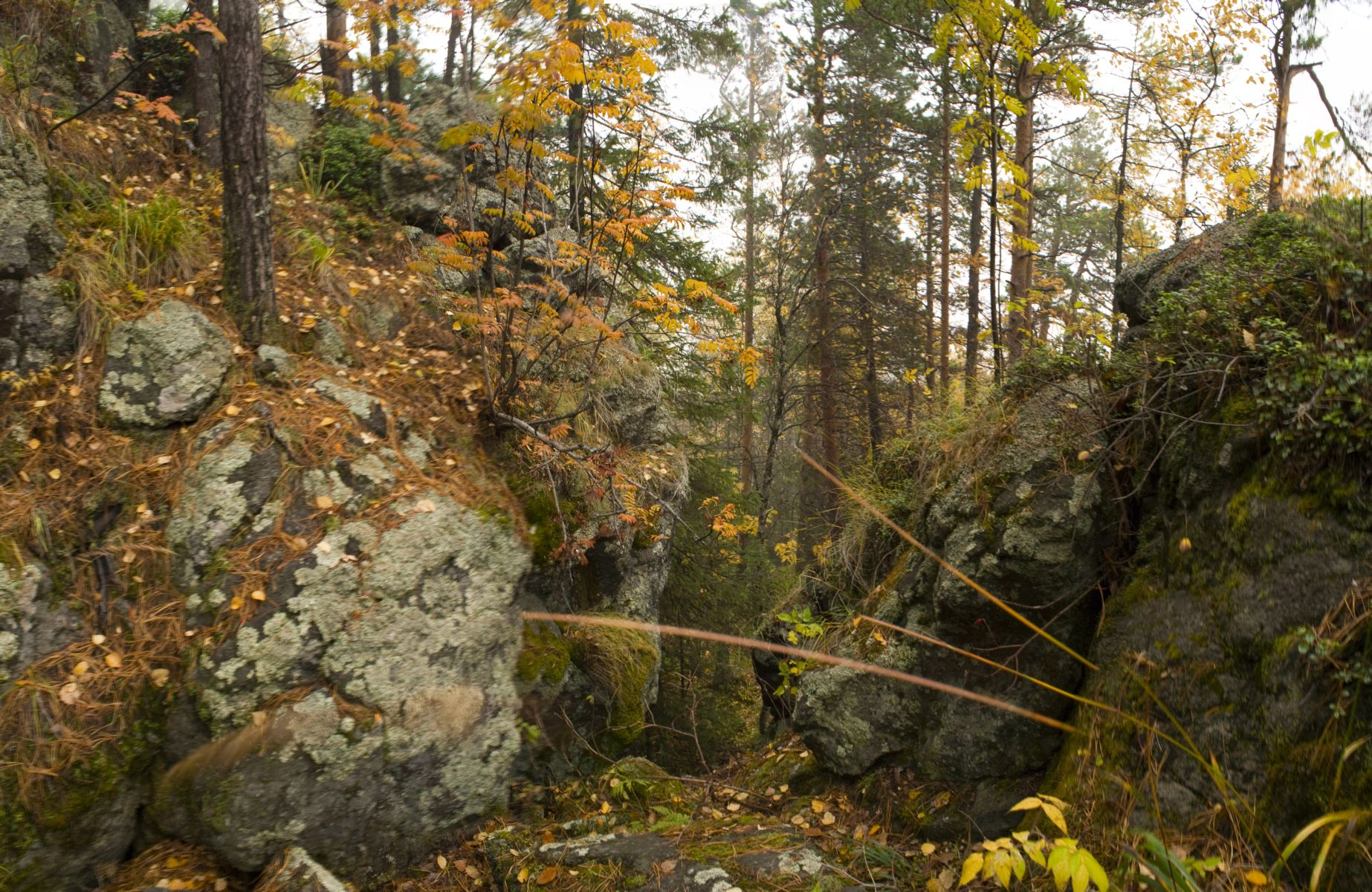
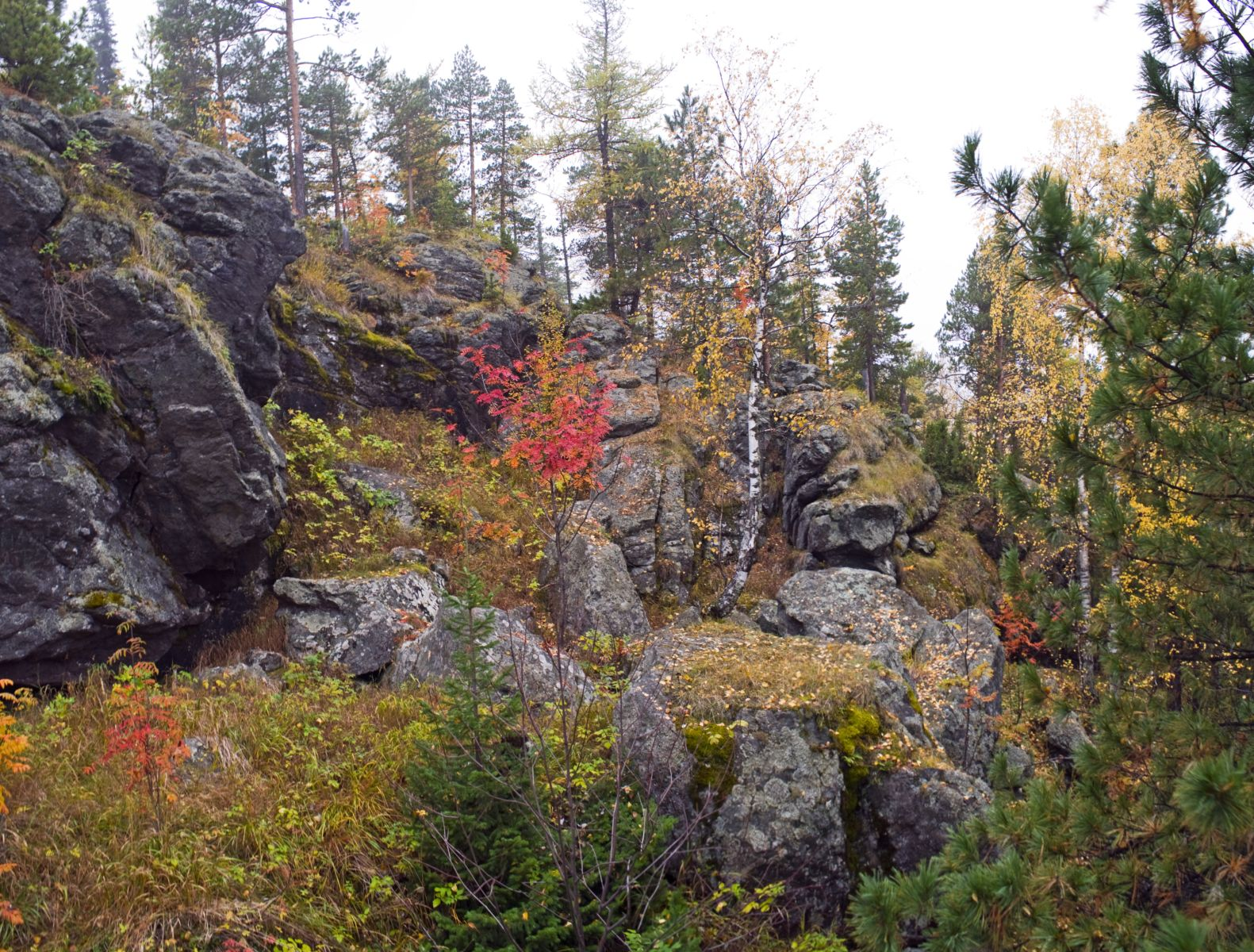
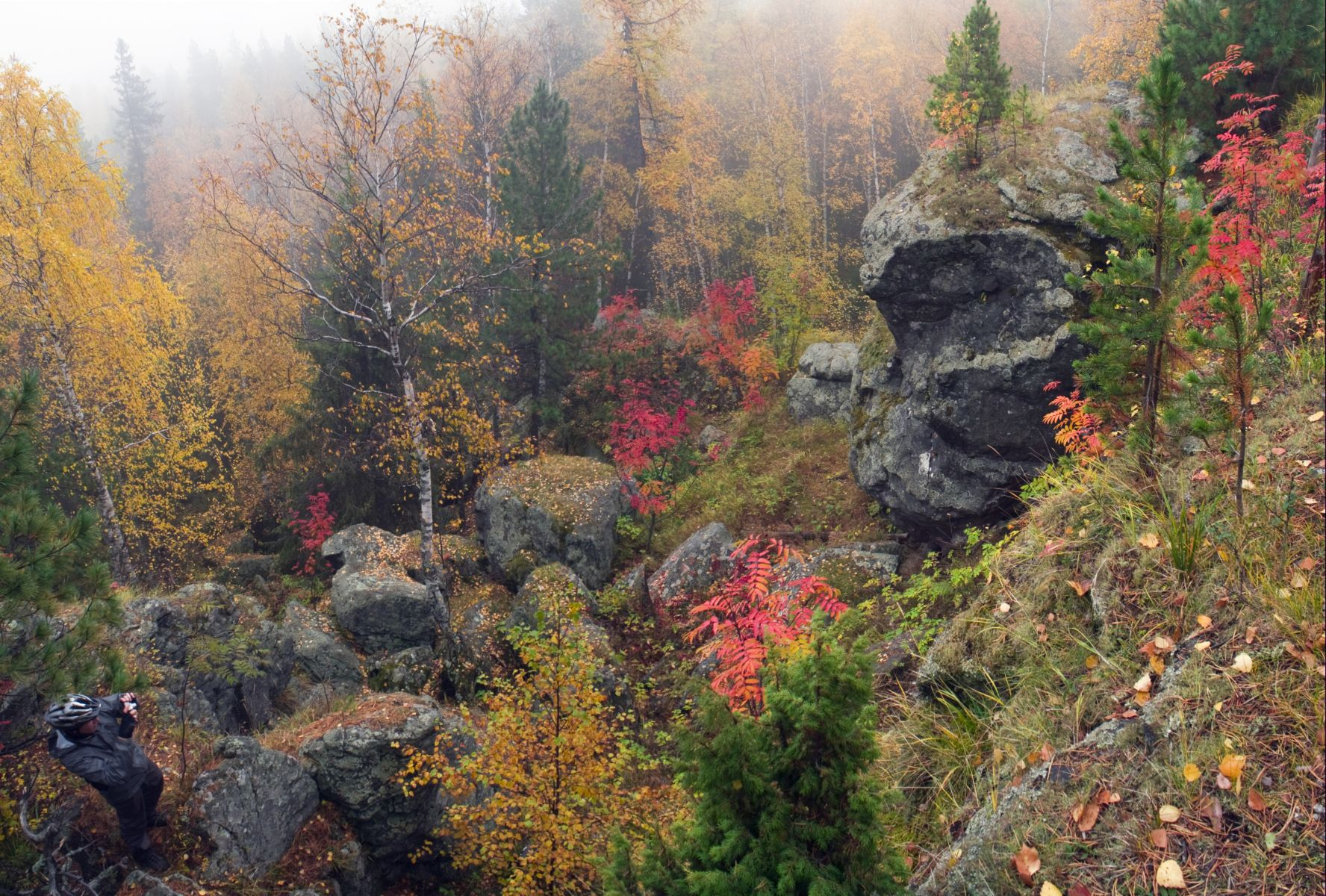
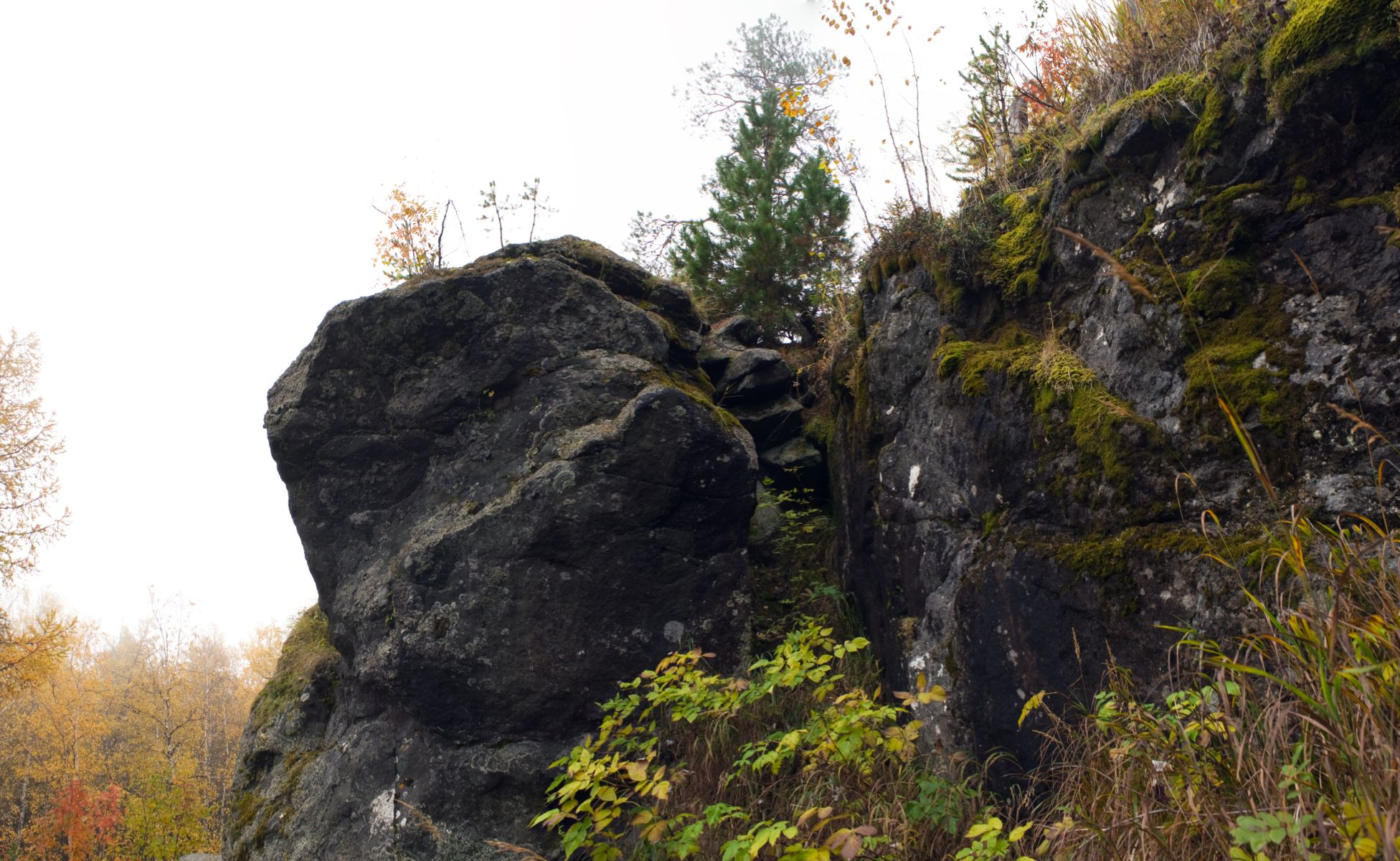
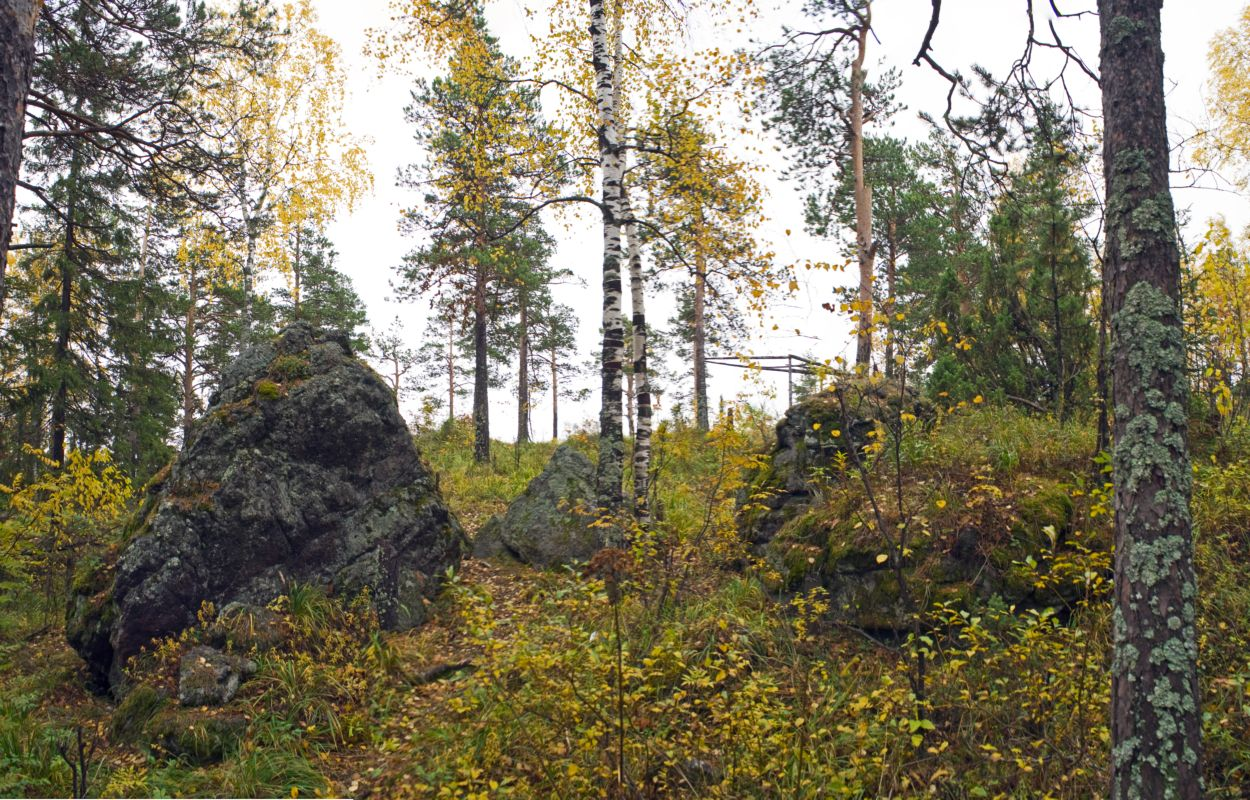
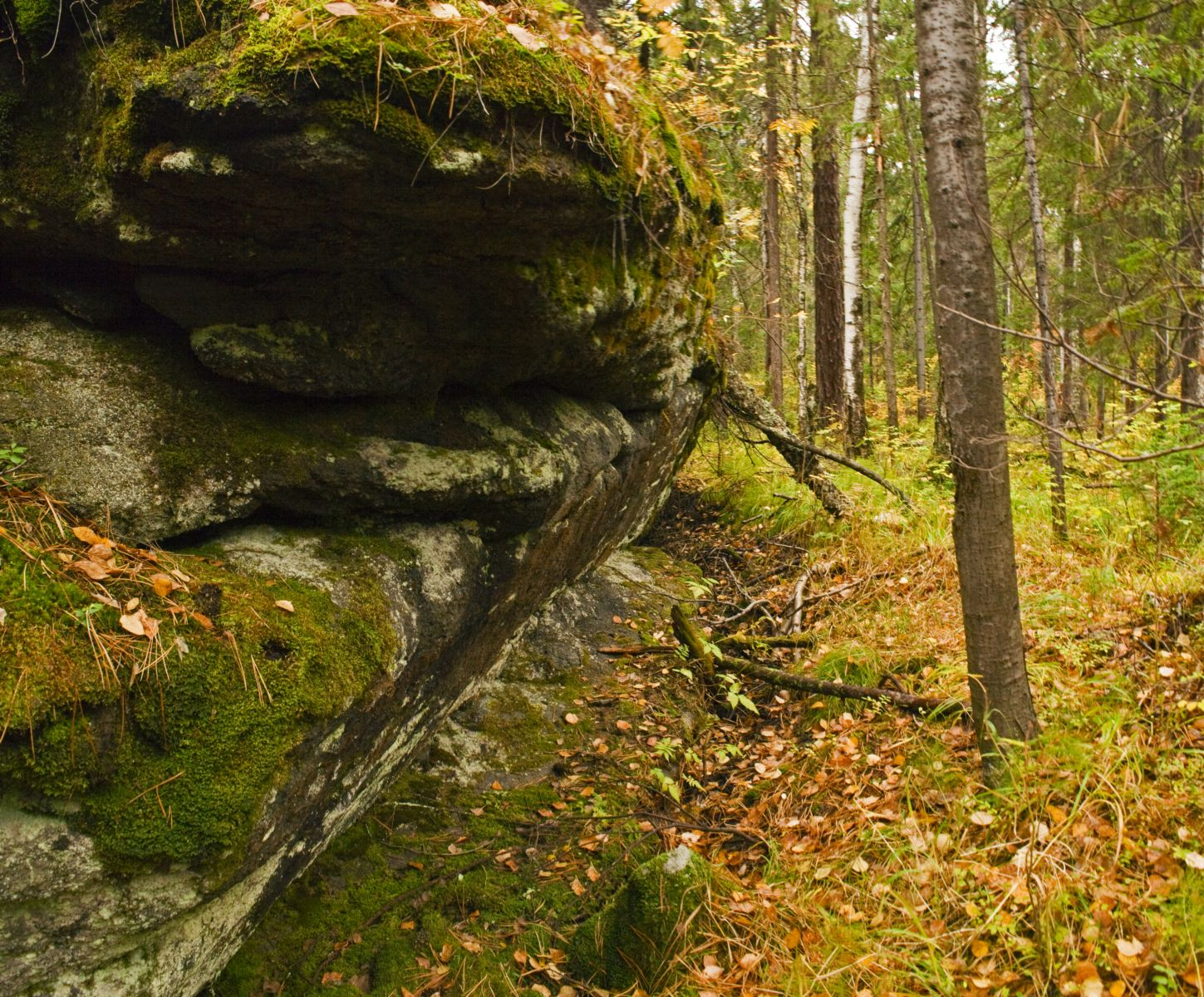